# Hallucinate
«Hallucinate» (с англ. — «Галлюцинировать») — песня, записанная британской певицей Дуа Липой. Была выпущена в марте 2020 года на втором студийном альбоме Future Nostalgia и 10 июля как его четвёртый сингл.

## История
Липа заявила, что во время концертного тура больше всего ей нравится выступать с «Hallucinate». Специально для Apple Music Липа рассказала про песню:

Этот трек сильно отличается от других песен на альбоме, которые все связаны вместе. Но я просто хотела, чтобы это было похоже на веселый танцевальный трек 90-х. Это было так свободно. Это моя фестивальная песня. Всякий раз, когда я пишу песни, я представляю, какими они будут, если я исполню их на фестивале в Гластонбери. Я знала, что нет никакого способа сделать фестиваль без этой песни.

В музыкальном плане, «Hallucinate» описывается как пляжная музыка, поп, данс-поп, синти-поп и хаус-музыка. Песню сравнили со стилями таких певиц как Кайли Миноуг и Леди Гага, особенно с треком Гаги «Poker Face». Песня написана в тональности си-бемоль минор с темпом 122 удара в минуту.

## Музыкальное видео
Премьера официального лирик-видео состоялась 9 апреля 2020 года на канале YouTube.
21 апреля 2020 Липа подтвердила, что она работает над музыкальным видео для четвёртого сингла с альбома Future Nostalgia в условиях карантина из-за Пандемия COVID-19. Премьера анимированного официального музыкального видео прошла 10 июля 2020 года, режиссёр Lisha Tan.

### Персонал
По данным YouTube.
- Lisha Tan — режиссёр
- The Mill — дизайн и анимация
- Victor Jory — редактор
- Rochely Zapata — ассистент редактора
- Elizabeth Newman — исполнительный продюсер
- Hillary Thomas — продюсер
- Matthew Graham — помощник продюсера
- Sidney Tan — арт-директор
- Rustam Hasanov — главный дизайнер персонажей
- Henry DeLeon — дизайн персонажа
- Susy Lopez — дизайн персонажа
- George Fuentes — дизайн персонажа
- Kwok Fung Lam — дизайн
- Hyoyeon Lee — дизайн
- Quentin Rigaux — дизайн
- Anastasia Skrebneva — дизайн движений
- Vince Lee — раскадровки
- John Shirley — помощник
- Kevin Diaz — помощник
- Valerie Chernysh — помощник
- Titmouse — анимация персонажа
- Ben Kalina — исполнительный продюсер
- Chris Prynoski — исполнительный продюсер
- Shannon Prynoski — исполнительный продюсер
- Brendon O’Connor — исполнительный продюсер
- Cel La Flaca — координация производства
- Simon Wilches-Castro — режиссёр анимации
- Richard Mather — анимация
- Travis Simon — анимация
- Richard Plata — анимация
- Thomas Sebastian «Smo» Smolenski — анимация
- Yutong Zhang — анимация
- Thierno Bah — анимация
- Matt Augustin — анимация
- Jan Naylor Sochinski — анимация
- Kyle Brooks — анимация
- Angelo DiNallo — анимация
- Liz Sudric — анимация
- Cameron McManus — анимация
- Courtney Vonada — анимация
- Patrick Passaro — анимация
- Amanda LeMarco — эффекты
- Mauricio Domingues — эффекты
- Andrew Malek — эффекты
- Simon Howe — эффекты
- Denise «Dee» Chavez — макет фона и краски
- Janet Sung — макет фона и краски
- Paul Mazzotta — редактор
- Marco Vera — редактор
- Ceremony London — звуковой дизайн
- Caroline Clayton — видеокомиссионер

## Отзывы
Композиция, в целом, была одобрительно встречена музыкальными экспертами и обозревателями. Журнал
Glamour оценил «Hallucinate» как десятую лучшую песню Липы, утверждая, что «это чистый адреналин от начала до конца, с припевом, который взрывается как пушечное ядро». Нил З. Юнг из AllMusic назвал трек «восторженным рейвом», а Бриттани Спанос из журнала Rolling Stone — «великолепной эйфорией». Майк Найд из издания Idolator в своём положительном обзоре назвал песню «прелестной» и «славной». Джейми Парментер из Vinyl Chapters также дал положительный отзыв, отметив его звучание (саундскейпы) и продакшн, а также назвав его «forward-thinking» [дальновидным] треком. Песня получила отрицательный отзыв от Конрада Дункана из журнала Under the Radar, заявившего, что она слишком имитирует музыку 2000-х. Трек «Hallucinate» получил два положительных отзыва от издания PopMatters: Ник Мэлоун назвал его «очевидным хитом», а Эван Соуди — главным хитом альбома. Сэл Чинкемани из журнала Slant Magazine дал песне смешанную оценку, назвав её «универсальной» и без особых примет и отличий («bald-faced gesture»). Габби Ниренбург из «No Ripcord» заявил, что «Hallucinate» самая сильный трек в альбоме Future Nostalgia. Дэвид Левсли из British GQ написал, что эта песня будет жить дольше, чем любая из её других.

### Итоговые списки
| Публикация           | Список                          | Ранг | Ссылка |
| -------------------- | ------------------------------- | ---- | ------ |
| Crack Magazine       | The Top 25 Tracks of the Year   | 8    | [ 21 ] |
| DIY                  | Tracks of 2020                  | 3    | [ 22 ] |
| Glamour              | The 63 Best Songs of 2020       | N/A  | [ 23 ] |
| The Guardian         | The 20 best songs of 2020       | 15   | [ 24 ] |
| The Guardian         | Marcus Barnes' tracks of 2020   | N/A  | [ 25 ] |
| The Guardian         | Alim Kheraj’s tracks of 2020    | N/A  | [ 25 ] |
| The Line of Best Fit | The Best Songs of 2020 ranked   | 2    | [ 26 ] |
| The Quietus          | Quietus Tracks Of The Year 2020 | 24   | [ 27 ] |
| Rolling Stone        | The 100 Songs Of 2020           | 2    | [ 28 ] |

## Список треков и ремиксов
| №  | Название                            | Длительность |
| -- | ----------------------------------- | ------------ |
| 1. | «Hallucinate» (Paul Woolford Remix) | 3:58         |

| №  | Название                                     | Длительность |
| -- | -------------------------------------------- | ------------ |
| 1. | «Hallucinate» (Paul Woolford Extended Remix) | 5:13         |

| №  | Название                       | Длительность |
| -- | ------------------------------ | ------------ |
| 1. | «Hallucinate» (Tensnake Remix) | 4:51         |

| №  | Название                                | Длительность |
| -- | --------------------------------------- | ------------ |
| 1. | «Hallucinate» (Tensnake Extended Remix) | 6:57         |

| №  | Название                                     | Длительность |
| -- | -------------------------------------------- | ------------ |
| 1. | «Hallucinate» (Mr Fingers deep stripped mix) | 8:07         |

## Участники записи
По данным Tidal.
- Дуа Липа — вокал, автор
- Самуэль Джордж Льюис — продюсер, автор, ударные, гитара, клавишные, синтезатор, программинг
- Софи Фрэнсис Кук — автор, бэк-вокал, аранжировка
- Стюарт Прайс — продюсер, программирование ударных, клавишные, микширование
- Lauren D’Elia — продюсер по вокалу
- Chris Gehringer — мастеринг

## Чарты
| Чарт (2020)                                | Высшая позиция |
| ------------------------------------------ | -------------- |
| Австралия (Radiomonitor)                   | 38             |
| Бразилия (Top 100 Airplay)                 | 98             |
| СНГ (TopHit)                               | 191            |
| Хорватия (HRT)                             | 13             |
| Европа (Billboard Euro Digital Song Sales) | 16             |
| Мир (Global Excl. U.S, Billboard)          | 159            |
| Греция (IFPI)                              | 92             |
| Венгрия (Dance Top 40)                     | 22             |
| Венгрия (Rádiós Top 40)                    | 4              |
| Венгрия (Single Top 40)                    | 28             |
| Ирландия (IRMA)                            | 40             |
| Италия (FIMI)                              | 99             |
| Латвия (Latvijas Top 40)                   | 35             |
| Литва (AGATA)                              | 35             |
| Нидерланды (Dutch Top 40)                  | 20             |
| Нидерланды (Single Top 100)                | 55             |
| Новая Зеландия (RMNZ)                      | 5              |
| Португалия (AFP)                           | 89             |
| Шотландия (OCC Scotland)                   | 7              |
| Словакия (Singles Digitál Top 100)         | 67             |
| Словения (SloTop50)                        | 31             |
| Испания (PROMUSICAE)                       | 73             |
| Великобритания (OCC UK Singles)            | 31             |
| Венесуэла (Record Report)                  | 1              |

## Сертификации и продажи
| Регион                                                                      | Сертификация | Продажи |
| --------------------------------------------------------------------------- | ------------ | ------- |
| Бразилия (ABPD)                                                             | Золотой      | 20 000  |
| Польша (ZPAV)                                                               | Золотой      | 10 000  |
| Великобритания (BPI)                                                        | Платиновый   | 600 000 |
| Данные о продажах + прослушиваниях приведены только на основе сертификации. |              |         |

## История релизов
| Страна         | Дата             | Формат                     | Версия                       | Лейбл  | Ссылки        |
| -------------- | ---------------- | -------------------------- | ---------------------------- | ------ | ------------- |
| Великобритания | 17 июля 2020     | Contemporary hit radio     | Оригинальная                 | Warner | [ 62 ]        |
| Великобритания | 18 июля 2020     | Adult contemporary radio   | Оригинальная                 | Warner | [ 63 ]        |
| Мир            | 24 июля 2020     | Цифровые загрузки стриминг | Paul Woolford Remixes        | Warner | [ 29 ] [ 30 ] |
| Мир            | 31 июля 2020     | Цифровые загрузки стриминг | Tensnake Remixes             | Warner | [ 31 ] [ 32 ] |
| Мир            | 11 сентября 2020 | Цифровые загрузки стриминг | Mr Fingers deep stripped mix | Warner | [ 33 ]        |